# Ero canionis
Ero canionis är en spindelart som beskrevs av Chamberlin och Ivie 1935. Ero canionis ingår i släktet Ero och familjen kaparspindlar. Inga underarter finns listade i Catalogue of Life.